# 59 (عدد)
59 (تسعة وخمسون) هو عدد صحيح  يلي العدد 58 ويسبق العدد 60 وهو عدد طبيعي موجب.